# チェトニック

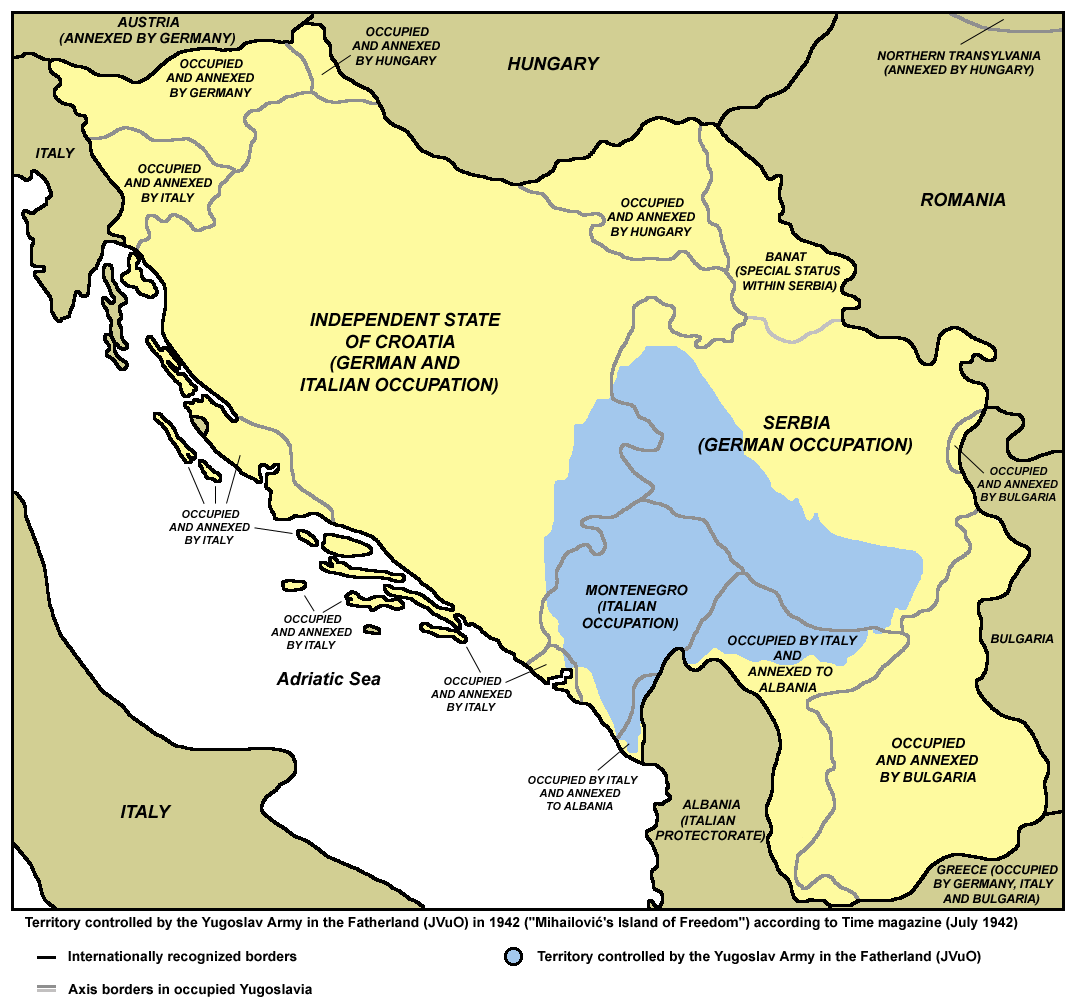
1942年7月時点のチェトニックの支配地域（水色）

チェトニック（セルビア・クロアチア語:Četnik、キリル文字表記Четник、英語:Chetnik、複数形:チェトニツィ、Četnici、Четници、Chetniks）は、第二次世界大戦下のユーゴスラビアにおける、セルビア将兵によって組織された、ナチス・ドイツへの抵抗組織。名称はチェトニクとも表記されるが、以下「チェトニック」で統一する。

## 概要
1941年4月6日、ドイツ国防軍は大部隊でユーゴスラビアに侵攻し、瞬く間に占領した。ユーゴスラビア王国軍は10日程度で壊滅したものの、民衆による抵抗がこれに代わった。当初、ユーゴスラビアに抵抗組織は2つ存在し、1つがヨシップ・ブロズ・チトー率いるユーゴスラビア共産党を中心とする「ユーゴスラビア人民解放軍およびパルチザン部隊総司令部（パルチザン）」と、もう一つが本項で詳述するユーゴスラビア王国軍内で降伏を拒否したセルビア人の将兵達が結成した「チェトニック」である。

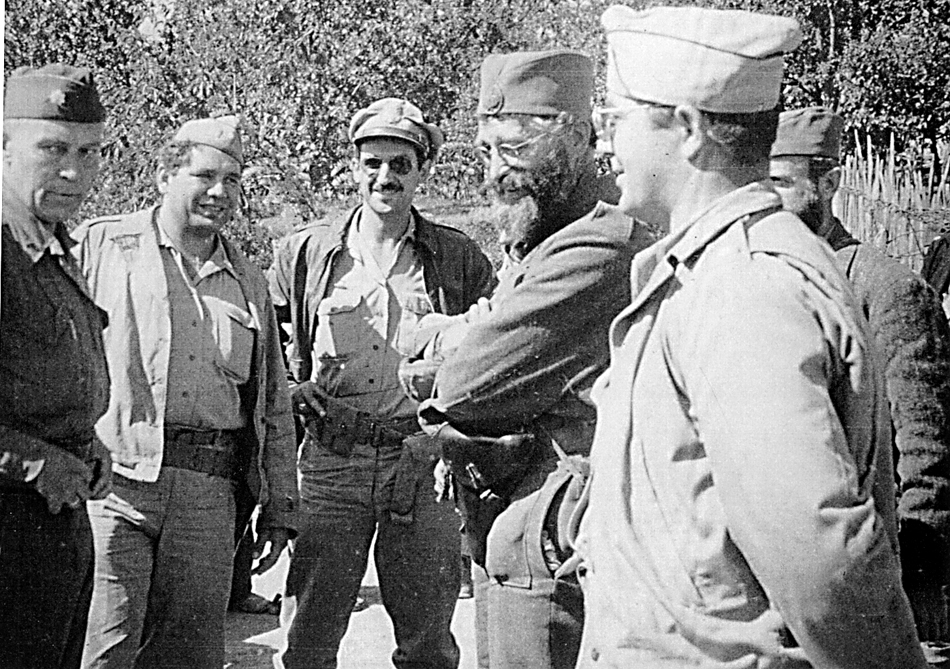
米軍関係者と談笑するミハイロヴィッチ（1944年）
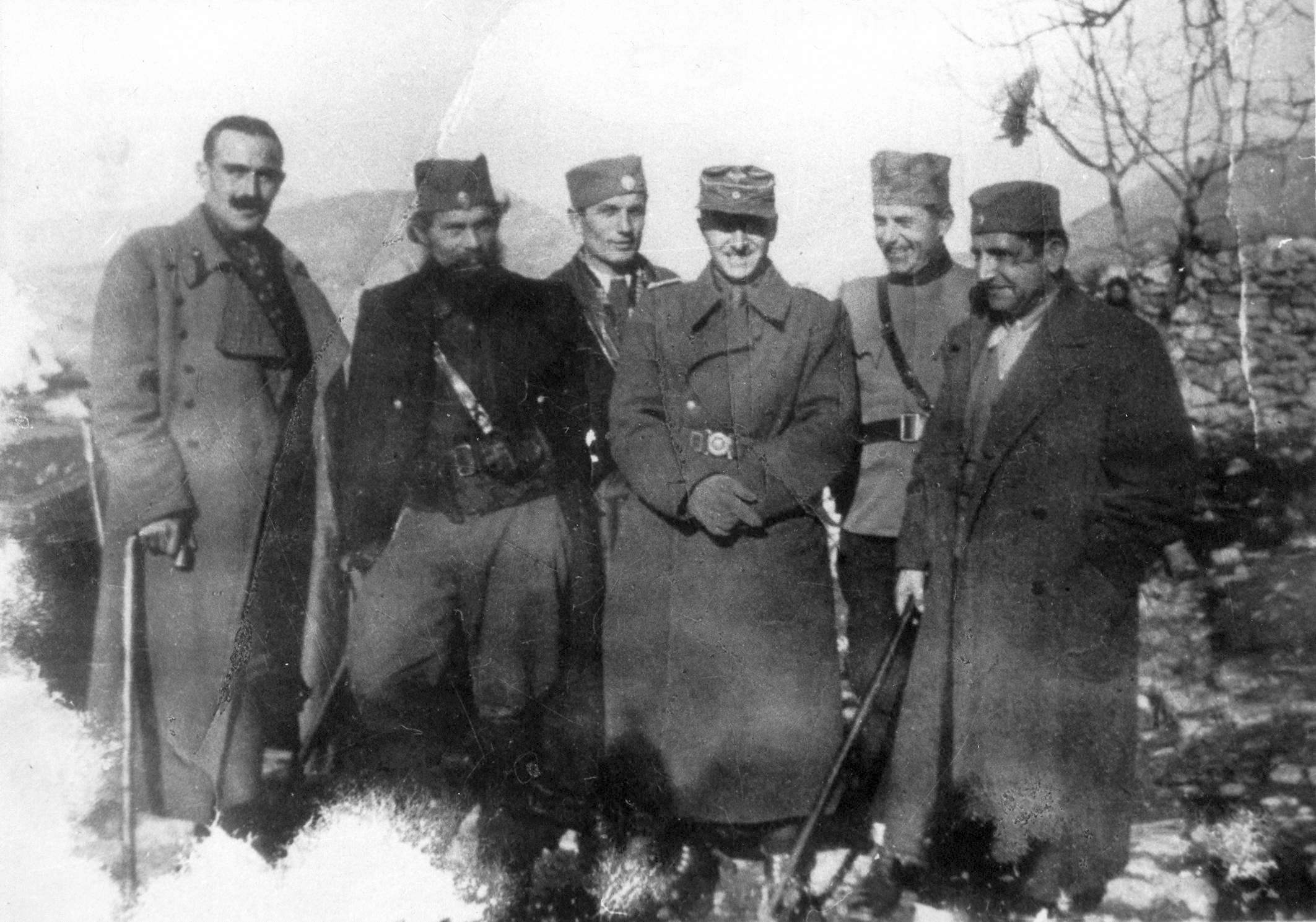
ドイツ軍とチェトニック（1944年）

チェトニックは軍事抵抗組織であり、その名称は19世紀にトルコと戦ったセルビア・ゲリラに因んで付けられた。その思想信条は徹底した大セルビア主義、反共主義であった。
指導者ドラジャ・ミハイロヴィッチに率いられ蜂起したチェトニックだが、一方でユーゴスラビア王国軍の負の面を有していた。山岳地帯でのゲリラ活動が主であったにも拘らず、平地での正規戦用の戦略や戦術を重視しており、軍の構成や部隊編成も当然ながらその域を出なかった。また早い時期から内部が腐敗に染まり、規律にも欠け、不正規戦の遂行に欠かせない地元住民の支持を得られなかった。
実際の軍事行動でも、徹底的な掃討を仕掛けられるのを恐れて、本来の敵たる枢軸軍と積極的に戦おうとせず、ドイツの傀儡国家であるクロアチア独立国の軍隊と凄惨な戦闘を繰り返していた。さらにイギリスから支持されていたユーゴスラビア亡命政府の「反乱（パルチザンの事）は許されるべきでない」という方針の下に、チェトニックと同じく枢軸側に対し武装抵抗を行っていたはずのパルチザンとも敵対し、攻撃を行っていた。米英と協調していたソ連も亡命政府に肩入れしてチェトニック支援に回り、チトーに対しては彼らとの統一すら迫った。
上述の通りチェトニックはユーゴスラビア亡命政府から強い支持を受けていたが、1941年11月からはドイツとその傀儡政権であるセルビア救国政府と協力関係に入り、パルチザンが主な交戦相手となった。しかし、1943年7月に連合軍がイタリアに上陸、9月にイタリアが降伏すると、衰勢の一途を辿り、1945年には連合国からの支援も打ち切られ、ドイツが降伏した5月に崩壊した。指導者であるミハイロヴィッチは崩壊後逃亡するが、1946年3月に逮捕され、裁判の末処刑された。

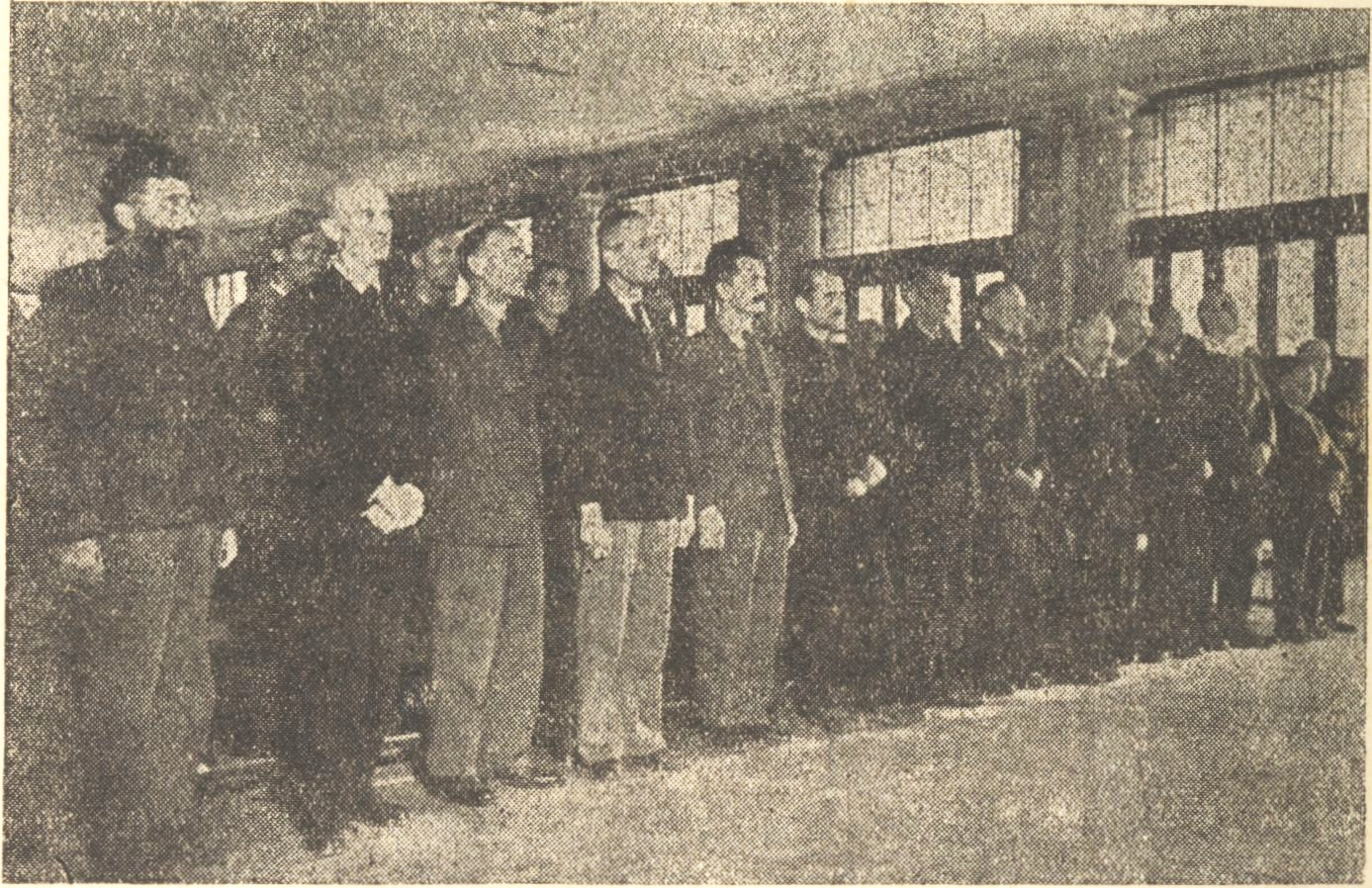
裁判にかけられるチェトニック指導部 （一番左の人物がミハイロヴィッチ）
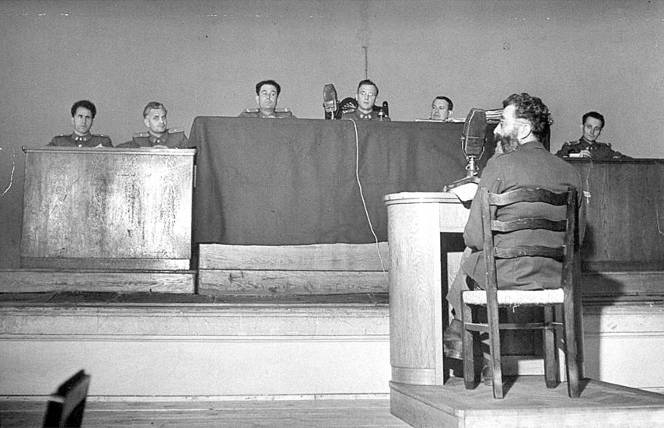
法廷でのミハイロヴィッチ
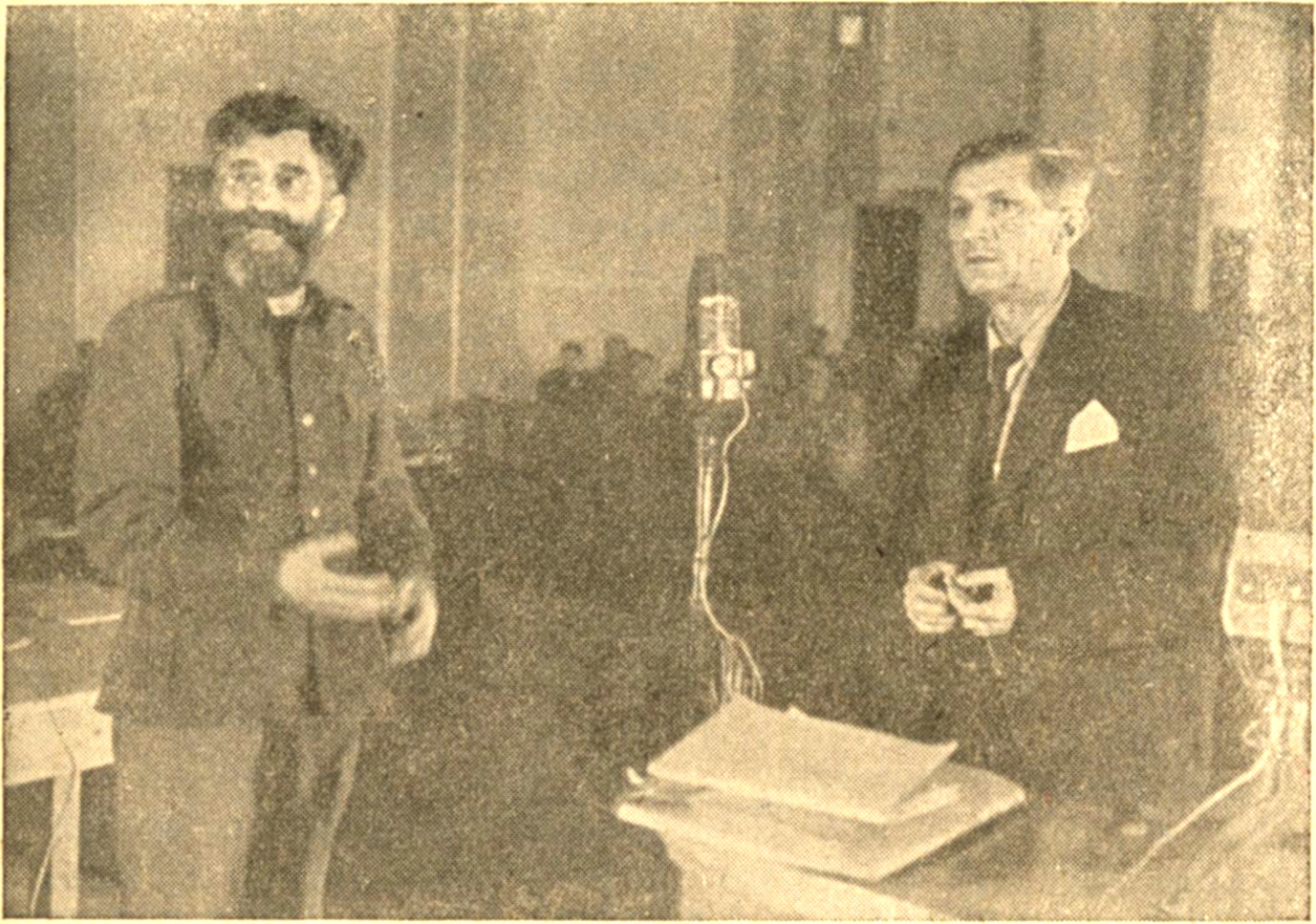
救国政府政権下のベオグラード市長だったドラゴミル・ヨヴァノヴィッチ（セルビア・クロアチア語版）と

結局チェトニックは反独抵抗組織として設立されたにもかかわらず、終始枢軸軍とはまともな交戦をすることはなく、行った抵抗といえば、補給路を断ったり攪乱させる程度の破壊工作にすぎず、逆に途中から彼らと手を結ぶ有様であった。それどころか、クロアチア人やムスリム人などの民族的・宗教的に対立する者たちを、武装親衛隊でさえ問題視するほどの残忍な手口で組織的に虐殺した。それらの犠牲者数は、クロアチア人は約20万7000人、ムスリム人は約8万6000人に達するとされる。
なお、戦後の1990年代に勃発したユーゴスラビア紛争時のセルビア人民兵のなかには、上記の民族主義の思想的系譜を再評価、引き継いだものとしてチェトニックを名乗る組織が現れた他、セルビア急進党のような極右政党がチェトニックの後継を自認するなどしており、今日でもセルビア・スルプスカ共和国を除く旧ユーゴ諸国はじめ各国で警戒されている。